# Nikki Stone
Nicole Stone, detta Nikki (Princeton, 4 febbraio 1971), è un'ex sciatrice freestyle statunitense.

## Palmarès

### Olimpiadi
- 1 medaglia:
  - 1 oro (Nagano 1998 nei salti)

### Mondiali
- 2 medaglie:
  - 1 oro (La Clusaz 1995 nei salti).
  - 1 bronzo (Hasliberg 1999 nei salti)